# Avan (district)
Pour les articles homonymes, voir Avan.
Avan (en arménien Ավան) est un des douze districts d'Erevan, la capitale de l'Arménie.

## Situation
D'une superficie de 837 hectares, il est situé à l'extrémité nord-est de la ville. Sa population est de 50 800 habitants.

## Administration
Le district est divisé en deux quartiers : Avan et Avan Arech 1 et 2.